# 冬季花园 (佛罗里达州)
冬季花园（英語：Winter Garden），是美国佛罗里达州下属的一座城市。建立于1903年。面积约为44平方公里（约合17平方英里）。根据2010年美国人口普查，该市有人口34,568人。论人口在本州排行第75。